# 18957 Міякобсен
18957 Міякобсен (18957 Mijacobsen) — астероїд головного поясу, відкритий 24 серпня 2000 року.
Тіссеранів параметр щодо Юпітера — 3,628.